# 25721 Anartya
25721 Anartya este un asteroid din centura principală de asteroizi.

## Descriere
25721 Anartya este un asteroid din centura principală de asteroizi. A fost descoperit pe 7 ianuarie 2000 la Socorro, New Mexico, în cadrul proiectului LINEAR. Asteroidul prezintă o orbită caracterizată de o semiaxă mare de 2,37 ua, o excentricitate de 0,07 și o înclinație de 6,8° în raport cu ecliptica.